# 国道482号

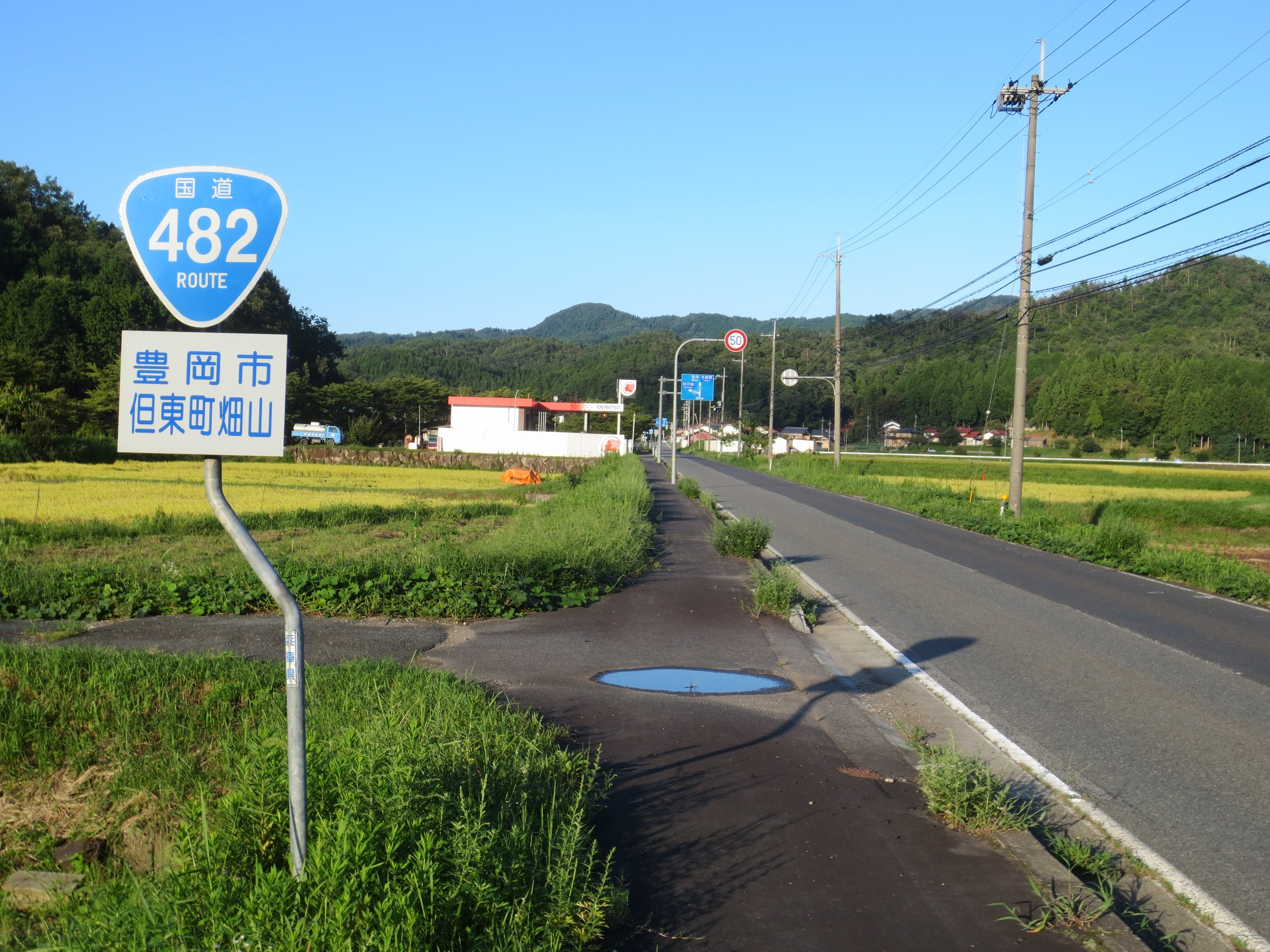
兵庫県豊岡市但東町畑山付近（2013年9月）。
奥に京都府道・兵庫県道2号宮津養父線との分岐点が見える。

国道482号（こくどう482ごう）は、京都府宮津市から鳥取県米子市に至る一般国道である。

## 概要
日本海側の若狭湾に面する京都府宮津市の国道176号・国道178号分岐（消防署前交差点）から丹後地方と兵庫県但馬地方および、鳥取県と岡山県の県境にまたがる中国山地の山岳部を縫うように東西に走り、鳥取県西端に位置する米子市の国道9号交点（公会堂前交差点）と結ぶ延長約333 kmの一般国道の路線で、主な通過地は、京都府京丹後市、兵庫県豊岡市日高町、美方郡香美町、鳥取県八頭郡若桜町、八頭町、鳥取市用瀬町、岡山県苫田郡鏡野町、鳥取県東伯郡三朝町、岡山県真庭市、鳥取県日野郡江府町である。数多くの一般国道の他路線と重複する区間を持ち、起点・宮津市から丹後半島をぐるりと周回して、京丹後市丹後町まで国道178号と重用し、鳥取県江府町から終点・米子市までの区間は、国道181号と重用する。このほか、中国山地の山岳地の中で、国道312号・国道426号・国道9号・国道29号・国道53号・国道179号・国道313号と重用する区間を持ち、路線総延長の約4割にあたる約141 kmが重用区間である。米子自動車道へのアクセス道路にもなっており、岡山県真庭市内の蒜山インターチェンジ (IC) で米子道と接続する。

### 路線データ
一般国道の路線を指定する政令に基づく起終点および重要な経過地は次のとおり。
- 起点：宮津市（消防署前交差点 = 国道176号・国道312号交点、国道178号上）
- 終点：米子市（公会堂前交差点 = 国道9号交点、国道181号終点）
- 重要な経過地：京都府竹野郡丹後町[注釈 2]、同府中郡峰山町[注釈 2]、同府熊野郡久美浜町[注釈 2]、兵庫県出石郡但東町[注釈 3]、同郡出石町[注釈 3]、同県豊岡市、同県城崎郡日高町[注釈 3]、同県美方郡村岡町[注釈 4]、鳥取県八頭郡若桜町、同郡八東町[注釈 5]、同郡用瀬町[注釈 6]、岡山県苫田郡上齋原村[注釈 7]、鳥取県東伯郡三朝町、岡山県真庭郡中和村[注釈 8]、同郡八束村[注釈 8]、鳥取県日野郡江府町
- 総延長 : 335.3 km（京都府 95.5 km、兵庫県 80.9 km、鳥取県 116.9 km、岡山県 42.0 km）重用延長を含む。[2][注釈 9]
- 重用延長 : 141.1 km（京都府 66.1 km、兵庫県 18.0 km、鳥取県 47.4 km、岡山県 9.6 km）[2][注釈 9]
- 未供用延長 : なし[2][注釈 9]
- 実延長 : 194.2 km（京都府 29.4 km、兵庫県 62.9 km、鳥取県 69.6 km、岡山県 32.4 km）[2][注釈 9]
  - 現道 : 184.1 km（京都府 22.2 km、兵庫県 61.7 km、鳥取県 68.4 km、岡山県 31.8 km）[2][注釈 9]
  - 旧道 : 2.5 km（京都府 0.7 km、兵庫県 0.1 km、鳥取県 1.1 km、岡山県 0.6 km）[2][注釈 9]
  - 新道 : 7.6 km（京都府 6.5 km、兵庫県 1.1 km、鳥取県 - km、岡山県 - km）[2][注釈 9]
- 指定区間：国道9号、国道29号、国道53号と重複する区間[3]

## 歴史
現行の道路法（昭和27年法律第180号）に基づく一般国道の路線として、1992年（平成4年）4月3日政令第104号の公布によって第5次追加指定され、翌1993年（平成5年）4月1日施行によって国道になった路線である。
路線指定当初は、4箇所の未通区間を有していたが、徐々に改良が進められた。兵庫県・鳥取県の峠越え未通区間は、ダートで悪路のため車両通行困難な桑ヶ森林道が連絡していた。

### 未開通区間の解消

兵庫県美方郡香美町小代区秋岡（旧香美町道岩小屋線）入口標識

最後の未通区間となった兵庫県香美町と鳥取県若桜町を結ぶ6.4 kmの区間は、香美町道岩小屋線が並行していた。この町道は2001年から将来の国道昇格を意図して舗装され、車両の通行が可能になった。しかし、2004年の台風23号で落石や土砂崩れ被害により通行できない状態となった。2013年から防災工事を本格化させ、兵庫県が約22億円をかけて整備を進め、2019年（令和元年）5月25日、この町道を国道に編入する形で15年ぶりに再開通させた。

### ルート変更

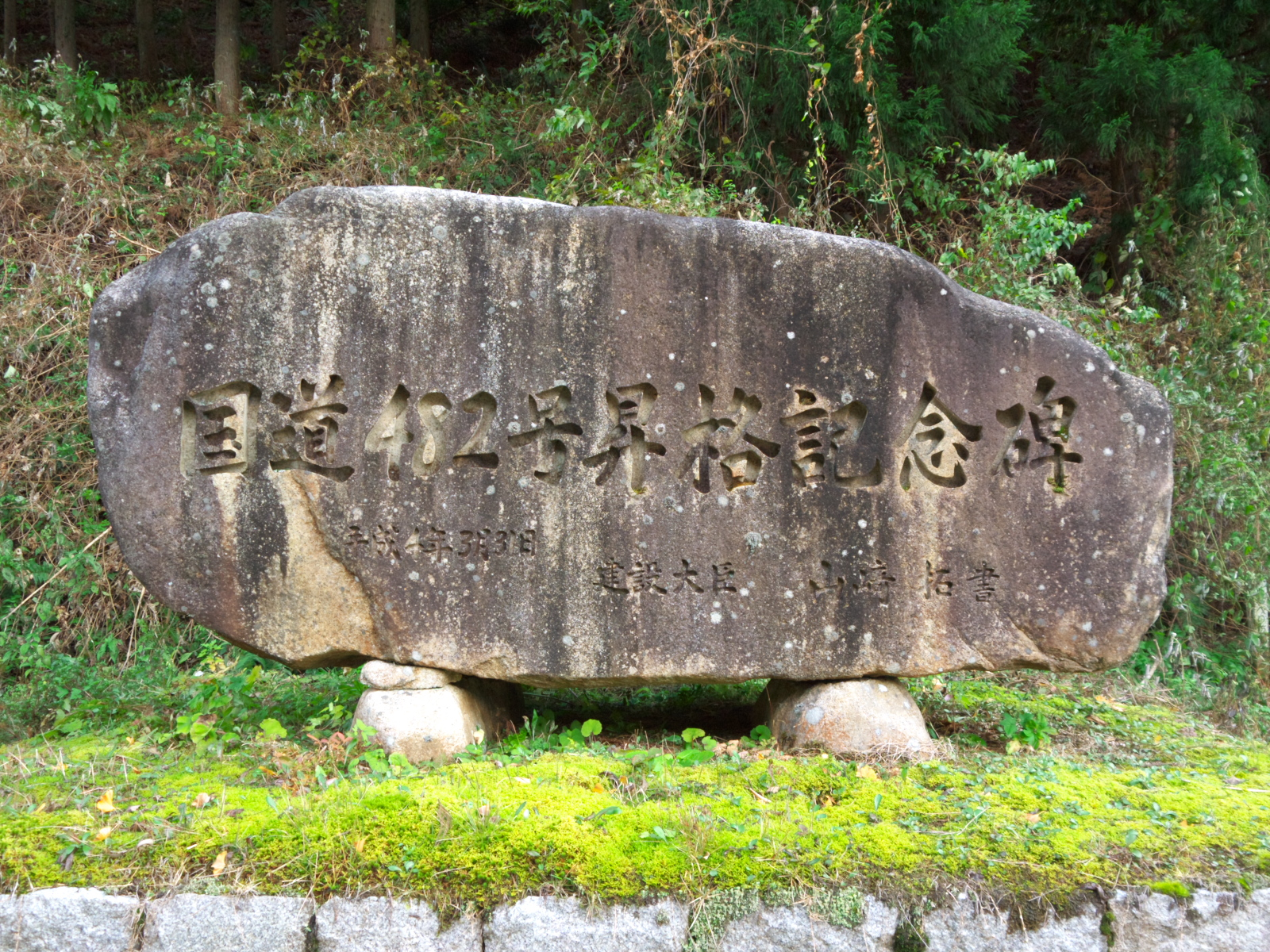
旧国道（鳥取市道3270135号佐治中央線）沿いにある国道482号昇格記念碑

2007年9月25日、鳥取市佐治町加瀬木の加瀬木橋交点から鳥取市佐治町加茂の細尾交点までの間が、旧鳥取市道北岸線および鳥取県道230号小河内加茂線（現在は重複区間）のルートに変更され、旧国道は鳥取市道3270135号佐治中央線となった。

### 年表
- 1993年（平成5年）4月1日 - 一般国道482号（宮津市 - 米子市）として指定施行[9]。
- 2004年（平成16年）10月20日 - 兵庫県豊岡市出石町鳥居地区付近の河川が平成16年台風第23号で被害を受ける。これの復旧に伴う改良などによる鳥居橋交点（国道426号との分岐）付近の道路改良工事のため鳥居橋が撤去され、およそ5年にわたって出石川下流へ2つ先の伊豆橋から兵庫県道248号香住大谷線へ迂回するルートがとられていた。用地買収が難航したものの、強制収用を経て、2011年3月に新しい鳥居橋が開通した[10]。
- 2023年（令和5年）8月15日 - 令和5年台風7号の集中豪雨により鳥取市内の佐治川が増水。同市用瀬町で路体が浸食されて通行不能となった[11]。

## 路線状況
兵庫県・鳥取県境の最後の未通区間は、2019年5月開通により、路線指定当初以来4箇所すべての未通区間が解消された。この兵庫・鳥取県境区間は舗装はされているが、道路幅員が狭隘（全幅3.2 - 4.0 m）であり大型車通行不能、冬期通行止（12月から3月）、事前通行規制（連続雨量60 mm以上）区間である。

### バイパス
- 丹後弥栄道路
- 大谷バイパスⅠ期 (0.9 km) - 2021年（令和3年）3月20日開通[12]
- つく米バイパス[13]
- 茗荷谷・渕見バイパス[14]
- 下蚊屋バイパス

### 重複区間
- 国道178号（起点 - 京丹後市）
- 国道312号（京丹後市内）
- 国道426号（豊岡市）
- 国道9号（香美町内）
- 国道29号（若桜町 - 八頭町）
- 国道53号（鳥取市内）
- 国道179号（鏡野町 - 三朝町）
- 国道313号（真庭市）
- 国道181号（江府町 - 終点）

### 道路施設

#### 橋梁

長板友木橋

- 長板友木橋
- つく米川橋（76 m）[13]

#### トンネル
- たんたんトンネル（京丹後市 - 豊岡市）

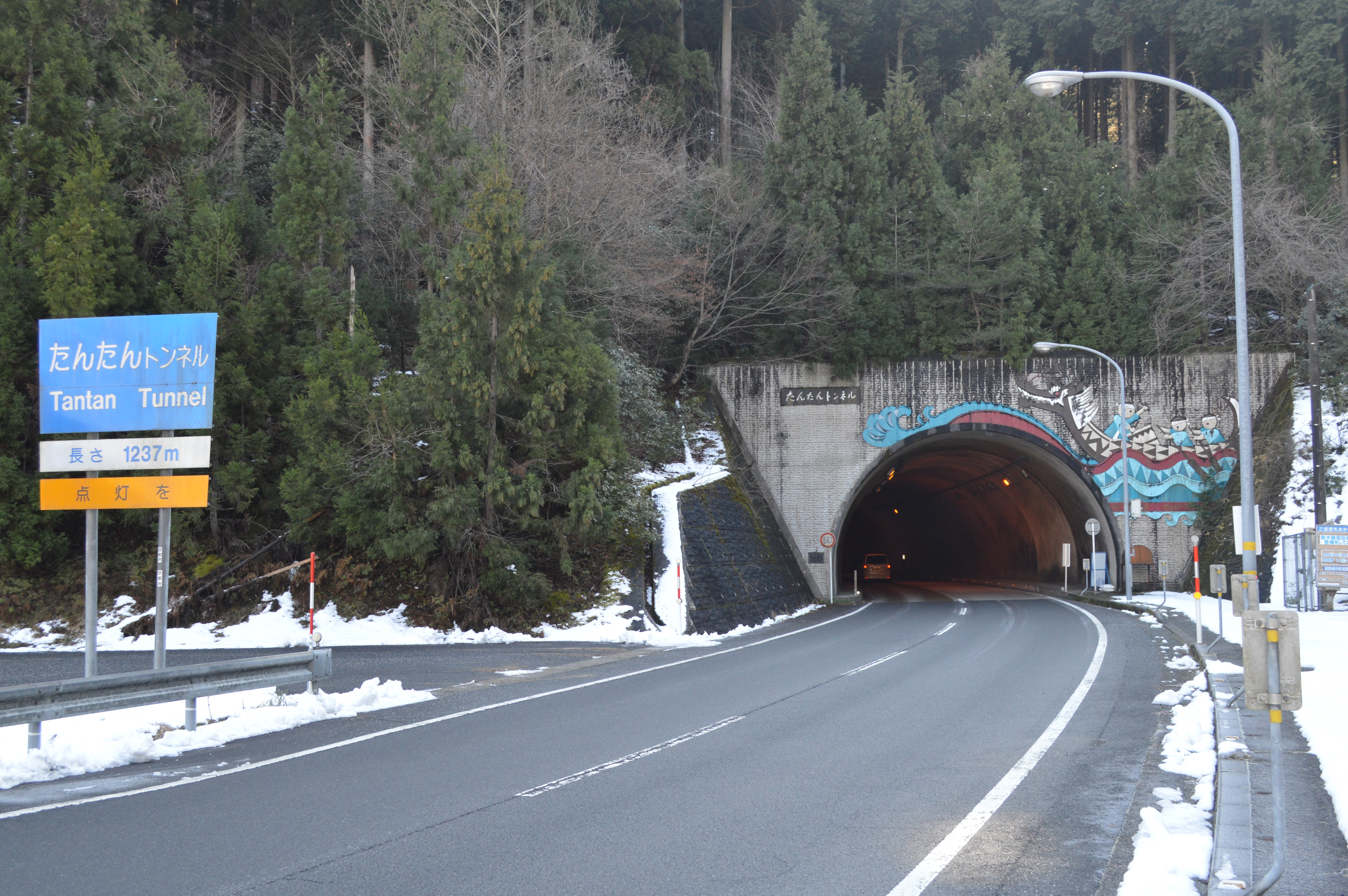
たんたんトンネル

  - 国道の未開通区間に建設された。1996年開通[15]。
- 蘇武（そぶ）トンネル（豊岡市 - 香美町）
  - 延長3,692 m（兵庫県内の県管理道路のトンネルでは最長）。1996年度着工、2003年11月8日供用開始[16]。
  - 国道の未開通区間に建設された。蘇武岳の北麓を貫通し、トンネル西側の国道9号沿線の鳥取・湯村温泉方面と、トンネル東側の神鍋高原や、その先で接続し、豊岡市や城崎温泉方面へと結ぶ国道312号・出石方面とを短絡する経路となる。
- わかさ氷ノ山トンネル（若桜町） 
  - 延長1244 m。2019年11月24日供用開始[13]。
- まぢトンネル（八頭町 - 鳥取市）
  - 国道の未開通区間に建設された。1998年開通[17]。

#### 道の駅
- 兵庫県
  - 神鍋高原（豊岡市）
- 鳥取県
  - 若桜（八頭郡若桜町）
  - はっとう（八頭郡八頭町）
- 岡山県
  - 風の家（真庭市）
- 鳥取県
  - 奥大山（日野郡江府町）

## 地理

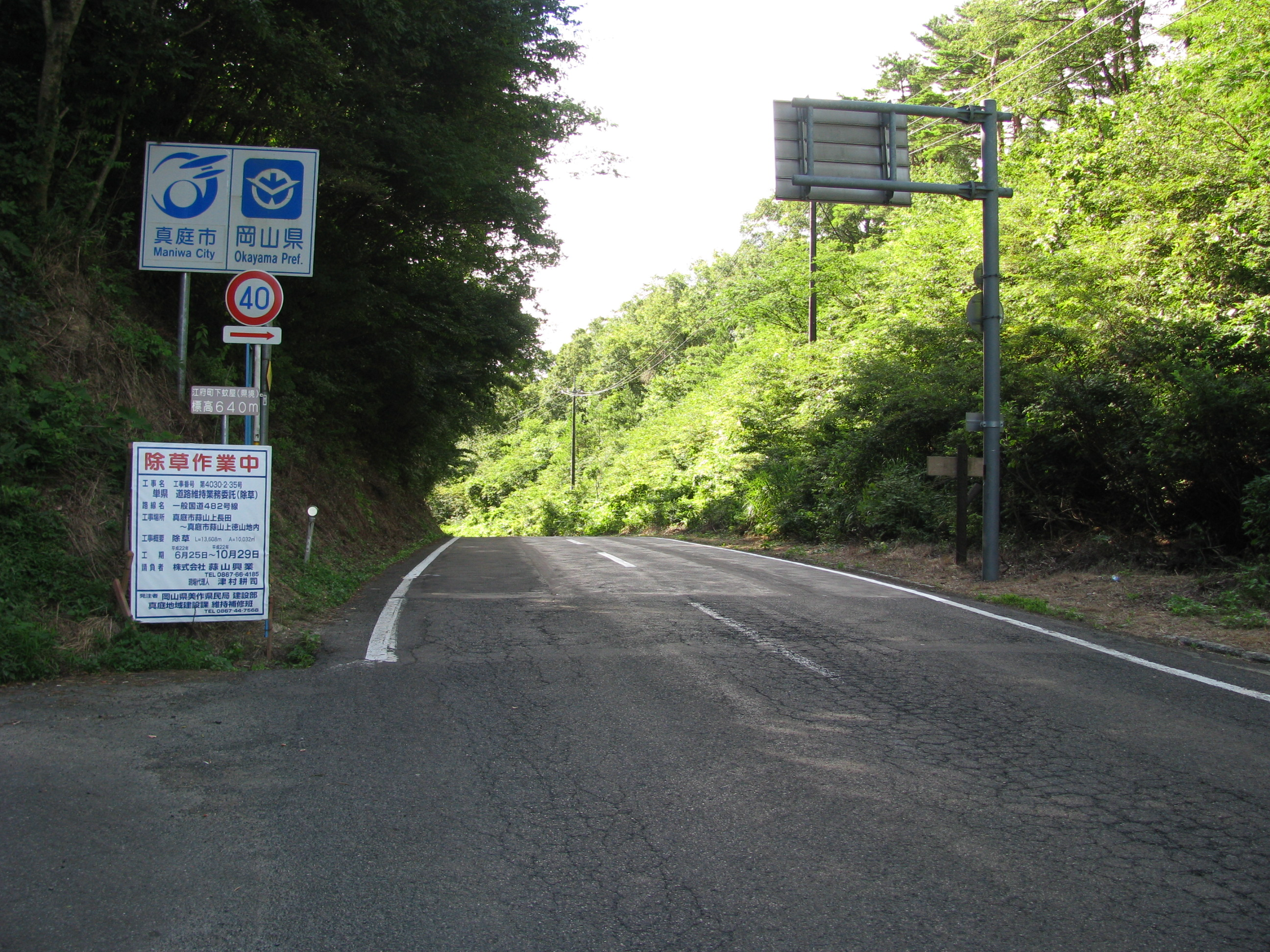
内海峠（2010年8月）。
鳥取県日野郡江府町下蚊屋

### 通過する自治体
- 京都府
  - 宮津市 - 与謝郡与謝野町 - 宮津市 - 与謝郡伊根町 - 京丹後市
- 兵庫県
  - 豊岡市 - 美方郡香美町
- 鳥取県
  - 八頭郡若桜町 - 八頭郡八頭町 - 鳥取市
- 岡山県
  - 苫田郡鏡野町
- 鳥取県
  - 東伯郡三朝町
- 岡山県
  - 真庭市
- 鳥取県
  - 日野郡江府町 - 西伯郡伯耆町 - 米子市

### 交差する道路
| 交差する道路 | 都道府県名 | 市町村名 | 市町村名 | 交差する場所       | 交差する場所                                |
| --- | ---------- | -------- | -------- | ------------------ | ------------------------------------------- |
| 国道176号 国道312号 重複 京都府道・兵庫県道2号宮津養父線 重複 国道178号 重複区間起点 京都府道802号田井大垣自転車道線 重複区間起点 | 京都府     | 宮津市   | 宮津市   | 須津               | 消防署前交差点 / 起点                       |
| 京都府道803号加悦岩滝自転車道線                                                                                                   | 京都府     | 与謝郡   | 与謝野町 | 岩滝               |                                             |
| 京都府道53号網野岩滝線 京都府道802号田井大垣自転車道線 重複区間終点                                                               | 京都府     | 与謝郡   | 与謝野町 | 岩滝               |                                             |
| 京都府道615号弓ノ木岩滝線 京都府道651号大宮岩滝線 重複                                                                            | 京都府     | 与謝郡   | 与謝野町 | 岩滝               | 与謝野町役場交差点                          |
| 京都府道53号網野岩滝線 京都府道802号田井大垣自転車道線 重複区間起点                                                               | 京都府     | 与謝郡   | 与謝野町 | 男山               | 男山交差点                                  |
| 京都府道802号田井大垣自転車道線 重複区間終点                                                                                      | 京都府     | 与謝郡   | 与謝野町 | 男山               |                                             |
| 京都府道802号田井大垣自転車道線 重複区間起点                                                                                      | 京都府     | 宮津市   | 宮津市   | 溝尻               |                                             |
| 京都府道802号田井大垣自転車道線 重複区間終点                                                                                      | 京都府     | 宮津市   | 宮津市   | 溝尻               |                                             |
| 京都府道802号田井大垣自転車道線 重複区間起点                                                                                      | 京都府     | 宮津市   | 宮津市   | 中野               |                                             |
| 京都府道802号田井大垣自転車道線 重複区間終点                                                                                      | 京都府     | 宮津市   | 宮津市   | 大垣               |                                             |
| 京都府道607号天の橋立線 | 京都府     | 宮津市   | 宮津市   | 大垣               |                                             |
| 京都府道75号浜丹後線 | 京都府     | 宮津市   | 宮津市   | 日置（）           | 日置交差点                                  |
| 京都府道619号中波見里波見線 | 京都府     | 宮津市   | 宮津市   | 里波見（）         | 波見口（）交差点                            |
| 京都府道620号奥波見岩ヶ鼻線 | 京都府     | 宮津市   | 宮津市   | 岩ヶ鼻             | 岩ヶ鼻口交差点                              |
| 京都府道625号岩ヶ鼻須川線 | 京都府     | 宮津市   | 宮津市   | 岩ヶ鼻             | 日ヶ谷口交差点                              |
| 京都府道652号久僧伊根線 | 京都府     | 与謝郡   | 伊根町   | 日出（）           | 日出交差点                                  |
| 京都府道622号伊根港線 | 京都府     | 与謝郡   | 伊根町   | 平田               |                                             |
| 京都府道57号弥栄本庄線 京都府道621号下世屋本庄線 重複                                                                             | 京都府     | 与謝郡   | 伊根町   | 本庄上（）         | 本庄上交差点                                |
| 京都府道623号本庄浜本庄宇治線 | 京都府     | 与謝郡   | 伊根町   | 本庄宇治           | 浦嶋交差点                                  |
| 京都府道624号本庄港線 | 京都府     | 与謝郡   | 伊根町   | 蒲入（）           | 蒲入交差点                                  |
| 京都府道652号久僧伊根線 | 京都府     | 京丹後市 | 京丹後市 | 丹後町久僧（）     | 久僧交差点                                  |
| 京都府道654号井辺平線 | 京都府     | 京丹後市 | 京丹後市 | 丹後町平（）       | 平交差点                                    |
| 京都府道75号浜丹後線 | 京都府     | 京丹後市 | 京丹後市 | 丹後町竹野         |                                             |
| 国道178号 重複区間終点 京都府道672号間人港線                                                                                      | 京都府     | 京丹後市 | 京丹後市 | 丹後町間人（）     | 丹後中学校上交差点                          |
| 京都府道656号間人大宮線 | 京都府     | 京丹後市 | 京丹後市 | 丹後町間人         | 荒木野交差点                                |
| 京都府道653号碇網野線 重複区間起点                                                                                                | 京都府     | 京丹後市 | 京丹後市 | 丹後町三宅         | 三宅橋西詰交差点                            |
| 京都府道75号浜丹後線 重複区間起点 京都府道656号間人大宮線 重複区間起点                                                            | 京都府     | 京丹後市 | 京丹後市 | 丹後町成願寺（）   | 三宅橋交差点                                |
| 京都府道656号間人大宮線 重複区間終点                                                                                              | 京都府     | 京丹後市 | 京丹後市 | 丹後町成願寺       |                                             |
| 京都府道75号浜丹後線 重複区間終点 京都府道653号碇網野線 重複区間終点                                                              | 京都府     | 京丹後市 | 京丹後市 | 丹後町成願寺       | 成願寺清水交差点                            |
| 京都府道654号井辺平線 | 京都府     | 京丹後市 | 京丹後市 | 弥栄町黒部         |                                             |
| 京都府道53号網野岩滝線 | 京都府     | 京丹後市 | 京丹後市 | 弥栄町溝谷         | 溝谷桜ヶ前交差点                            |
| 京都府道662号溝谷内記線 重複区間起点                                                                                              | 京都府     | 京丹後市 | 京丹後市 | 弥栄町溝谷         |                                             |
| 京都府道662号溝谷内記線 重複区間終点                                                                                              | 京都府     | 京丹後市 | 京丹後市 | 弥栄町吉沢（）     | 吉沢入山川（）交差点                        |
| 京都府道656号間人大宮線 重複区間起点                                                                                              | 京都府     | 京丹後市 | 京丹後市 | 峰山町矢田         | 矢田橋交差点                                |
| 京都府道656号間人大宮線 重複区間終点                                                                                              | 京都府     | 京丹後市 | 京丹後市 | 峰山町丹波         |                                             |
| 京都府道663号掛津峰山線 | 京都府     | 京丹後市 | 京丹後市 | 峰山町丹波         | 桜内交差点                                  |
| 国道312号 重複区間起点 | 京都府     | 京丹後市 | 京丹後市 | 峰山町長岡         | 長岡大橋交差点                              |
| 京都府道17号網野峰山線 | 京都府     | 京丹後市 | 京丹後市 | 峰山町長岡         | 長岡交差点                                  |
| 京都府道659号二箇河辺線 | 京都府     | 京丹後市 | 京丹後市 | 峰山町二箇         |                                             |
| 京都府道・兵庫県道704号鱒留但東線                                                                                                 | 京都府     | 京丹後市 | 京丹後市 | 峰山町鱒留（）     | 大路口（）交差点                            |
| 国道312号 重複区間終点 | 京都府     | 京丹後市 | 京丹後市 | 久美浜町佐野       | 佐野たけだ橋交差点                          |
| 京都府道671号尉ヶ畑布袋野線 | 京都府     | 京丹後市 | 京丹後市 | 久美浜町尉ヶ畑（） | 尉ヶ畑交差点                                |
| 京都府道・兵庫県道2号宮津養父線 重複区間起点                                                                                      | 兵庫県     | 豊岡市   | 豊岡市   | 但東町畑山         | 畑山橋南詰交差点                            |
| 国道426号 重複区間起点 | 兵庫県     | 豊岡市   | 豊岡市   | 但東町出合         | 出合交差点                                  |
| 兵庫県道・京都府道56号但東夜久野線                                                                                                | 兵庫県     | 豊岡市   | 豊岡市   | 但東町出合市場     | 合橋小学校前交差点                          |
| 兵庫県道247号口小野矢根線 | 兵庫県     | 豊岡市   | 豊岡市   | 但東町矢根         | 矢根交差点                                  |
| 兵庫県道528号寺坂福住線 | 兵庫県     | 豊岡市   | 豊岡市   | 出石町寺坂         |                                             |
| 京都府道・兵庫県道2号宮津養父線 重複区間終点                                                                                      | 兵庫県     | 豊岡市   | 豊岡市   | 出石町日野辺       | 乙女橋交差点                                |
| 兵庫県道528号寺坂福住線 | 兵庫県     | 豊岡市   | 豊岡市   | 出石町鍜冶屋       |                                             |
| 兵庫県道10号朝来出石線 | 兵庫県     | 豊岡市   | 豊岡市   | 出石町福住         | ほたる橋交差点                              |
| 京都府道・兵庫県道2号宮津養父線                                                                                                   | 兵庫県     | 豊岡市   | 豊岡市   | 出石町福住         | 鶴山橋交差点                                |
| 国道426号 重複区間終点 | 兵庫県     | 豊岡市   | 豊岡市   | 出石町宮内         | 鳥居橋東詰交差点                            |
| 兵庫県道248号香住大谷線 | 兵庫県     | 豊岡市   | 豊岡市   | 出石町大谷         |                                             |
| 兵庫県道249号府市場伏線 重複区間起点                                                                                              | 兵庫県     | 豊岡市   | 豊岡市   | 中郷（）           |                                             |
| 兵庫県道249号府市場伏線 重複区間終点                                                                                              | 兵庫県     | 豊岡市   | 豊岡市   | 日高町上郷（）     |                                             |
| 国道312号 重複区間起点 | 兵庫県     | 豊岡市   | 豊岡市   | 日高町岩中         | 岩中交差点                                  |
| 国道312号 重複区間終点 | 兵庫県     | 豊岡市   | 豊岡市   | 日高町祢布（）     | 祢布交差点                                  |
| E72 北近畿豊岡自動車道 | 兵庫県     | 豊岡市   | 豊岡市   | 日高町久斗         | 日高神鍋高原インター前交差点 日高神鍋高原IC |
| 兵庫県道259号耀山日高線 | 兵庫県     | 豊岡市   | 豊岡市   | 日高町伊府（）     | 伊府交差点                                  |
| 兵庫県道268号十戸養父線 | 兵庫県     | 豊岡市   | 豊岡市   | 日高町十戸（）     | 日高西中学校前交差点                        |
| 兵庫県道529号八代石井線 | 兵庫県     | 豊岡市   | 豊岡市   | 日高町石井         | 石井交差点                                  |
| 兵庫県道712号床瀬神鍋高原線 | 兵庫県     | 豊岡市   | 豊岡市   | 日高町栗栖野       |                                             |
| 兵庫県道135号村岡竹野線 重複区間起点                                                                                              | 兵庫県     | 豊岡市   | 豊岡市   | 日高町東河内（）   |                                             |
| 兵庫県道258号山田日高線 | 兵庫県     | 豊岡市   | 豊岡市   | 日高町水口（）     |                                             |
| 国道9号 重複区間起点 兵庫県道135号村岡竹野線 重複区間終点                                                                         | 兵庫県     | 美方郡   | 香美町   | 村岡区村岡         | 村岡地域局前交差点                          |
| 兵庫県道266号川会入江線 | 兵庫県     | 美方郡   | 香美町   | 村岡区入江         | 入江トンネル東交差点                        |
| 兵庫県道4号香住村岡線 兵庫県道561号湯谷和田線                                                                                     | 兵庫県     | 美方郡   | 香美町   | 村岡区和田         | 村岡区和田交差点                            |
| 国道9号 重複区間終点 | 兵庫県     | 美方郡   | 香美町   | 村岡区和田         | 小代口交差点                                |
| 兵庫県道408号霧滝村岡線 | 兵庫県     | 美方郡   | 香美町   | 村岡区長板         |                                             |
| 兵庫県道89号村岡小代線 | 兵庫県     | 美方郡   | 香美町   | 小代区神水（）     |                                             |
| 兵庫県道531号茅野福岡線 | 兵庫県     | 美方郡   | 香美町   | 小代区茅野（）     |                                             |
| 兵庫県道87号関宮小代線 | 兵庫県     | 美方郡   | 香美町   | 小代区秋岡         |                                             |
| 国道29号 重複区間起点 | 鳥取県     | 八頭郡   | 若桜町   | 浅井               |                                             |
| 鳥取県道176号若桜停車場線 | 鳥取県     | 八頭郡   | 若桜町   | 浅井               |                                             |
| 鳥取県道・兵庫県道103号若桜湯村温泉線                                                                                             | 鳥取県     | 八頭郡   | 若桜町   | 若桜               | 諸鹿（）入口交差点                          |
| 岡山県道・鳥取県道6号津山智頭八東線                                                                                               | 鳥取県     | 八頭郡   | 八頭町   | 日田（）           |                                             |
| 鳥取県道270号徳丸富枝線 | 鳥取県     | 八頭郡   | 八頭町   | 富枝               | 富枝交差点                                  |
| 鳥取県道37号岩美八東線 | 鳥取県     | 八頭郡   | 八頭町   | 富枝               | 富枝西交差点                                |
| 鳥取県道270号徳丸富枝線 | 鳥取県     | 八頭郡   | 八頭町   | 徳丸               |                                             |
| 鳥取県道175号八東停車場線 | 鳥取県     | 八頭郡   | 八頭町   | 徳丸               | 才代（）入口交差点                          |
| 国道29号 重複区間終点 | 鳥取県     | 八頭郡   | 八頭町   | 安井宿（）         | 安井宿（）交差点                            |
| 鳥取県道153号才代船岡線 重複区間起点                                                                                              | 鳥取県     | 八頭郡   | 八頭町   | 日下部             | 安部駅交差点                                |
| 鳥取県道302号大坪隼停車場線 / 別線 重複区間起点                                                                                   | 鳥取県     | 八頭郡   | 八頭町   | 福井               |                                             |
| 鳥取県道302号大坪隼停車場線 / 現道 重複区間起点 鳥取県道302号大坪隼停車場線 / 別線 重複区間終点                                   | 鳥取県     | 八頭郡   | 八頭町   | 見槻中（）         |                                             |
| 鳥取県道302号大坪隼停車場線 / 現道 重複区間終点                                                                                   | 鳥取県     | 八頭郡   | 八頭町   | 見槻中             |                                             |
| 鳥取県道321号志子部船岡線 | 鳥取県     | 八頭郡   | 八頭町   | 隼郡家             |                                             |
| 鳥取県道32号郡家鹿野気高線 重複区間起点 鳥取県道153号才代船岡線 重複区間終点                                                      | 鳥取県     | 八頭郡   | 八頭町   | 船岡               |                                             |
| 鳥取県道32号郡家鹿野気高線 重複区間終点                                                                                           | 鳥取県     | 八頭郡   | 八頭町   | 船岡               |                                             |
| 鳥取県道322号大江船岡線 | 鳥取県     | 八頭郡   | 八頭町   | 船岡殿             | 船岡殿交差点                                |
| 鳥取県道40号智頭用瀬線 | 鳥取県     | 鳥取市   | 鳥取市   | 用瀬町赤波（）     |                                             |
| 国道53号 重複区間起点 国道373号 重複区間起点 鳥取県道49号鳥取河原用瀬線                                                           | 鳥取県     | 鳥取市   | 鳥取市   | 用瀬町鷹狩         | 鷹狩駅交差点                                |
| 国道53号 重複区間終点 国道373号 重複区間終点                                                                                      | 鳥取県     | 鳥取市   | 鳥取市   | 用瀬町用瀬         | 用瀬橋交差点                                |
| 鳥取市道3270135号佐治中央線 | 鳥取県     | 鳥取市   | 鳥取市   | 佐治町高山         |                                             |
| 鳥取県道230号小河内加茂線 重複区間起点                                                                                            | 鳥取県     | 鳥取市   | 鳥取市   | 佐治町福園         |                                             |
| 鳥取県道230号小河内加茂線 重複区間終点 鳥取市道3270135号佐治中央線                                                                | 鳥取県     | 鳥取市   | 鳥取市   | 佐治町加茂         |                                             |
| 岡山県道・鳥取県道117号鱒返余戸線                                                                                                 | 鳥取県     | 鳥取市   | 鳥取市   | 佐治町余戸（）     |                                             |
| 鳥取県道33号三朝中線 | 鳥取県     | 鳥取市   | 鳥取市   | 佐治町中           |                                             |
| 国道179号 重複区間起点 | 岡山県     | 苫田郡   | 鏡野町   | 上齋原             |                                             |
| 鳥取県道205号木地山倉吉線 鳥取県道273号三朝温泉木地山線 重複                                                                      | 鳥取県     | 東伯郡   | 三朝町   | 木地山             |                                             |
| 国道179号 重複区間終点 鳥取県道283号大谷曹源寺線 重複区間起点                                                                     | 鳥取県     | 東伯郡   | 三朝町   | 曹源寺             |                                             |
| 岡山県道・鳥取県道116号羽出三朝線 鳥取県道283号大谷曹源寺線 重複区間終点                                                          | 鳥取県     | 東伯郡   | 三朝町   | 下西谷             |                                             |
| 鳥取県道38号倉吉福本線 | 鳥取県     | 東伯郡   | 三朝町   | 福本               |                                             |
| 岡山県道・鳥取県道115号常藤関金線                                                                                                 | 岡山県     | 真庭市   | 真庭市   | 蒜山吉田           |                                             |
| 岡山県道65号久世中和線 | 岡山県     | 真庭市   | 真庭市   | 蒜山下和（）       |                                             |
| 国道313号 重複区間起点 | 岡山県     | 真庭市   | 真庭市   | 蒜山初和（）       |                                             |
| 岡山県道325号別所下長田線 | 岡山県     | 真庭市   | 真庭市   | 蒜山下長田         |                                             |
| 岡山県道702号八束川上自転車道線 重複区間起点                                                                                      | 岡山県     | 真庭市   | 真庭市   | 蒜山下長田         |                                             |
| 国道313号 重複区間終点 | 岡山県     | 真庭市   | 真庭市   | 蒜山下長田         |                                             |
| 岡山県道702号八束川上自転車道線 重複区間終点                                                                                      | 岡山県     | 真庭市   | 真庭市   | 蒜山下長田         |                                             |
| 岡山県道422号蒜山高原線 | 岡山県     | 真庭市   | 真庭市   | 蒜山下長田         |                                             |
| 岡山県道324号東茅部下福田線 | 岡山県     | 真庭市   | 真庭市   | 蒜山下福田         |                                             |
| 岡山県道322号中福田湯原線 | 岡山県     | 真庭市   | 真庭市   | 蒜山中福田         |                                             |
| 鳥取県道・岡山県道114号大山上福田線 岡山県道702号八束川上自転車道線                                                               | 岡山県     | 真庭市   | 真庭市   | 蒜山上福田         |                                             |
| E73 米子自動車道 | 岡山県     | 真庭市   | 真庭市   | 蒜山上徳山         | 3 蒜山IC                                    |
| 岡山県道58号北房川上線 | 岡山県     | 真庭市   | 真庭市   | 蒜山上徳山         |                                             |
| 大山広域農道 | 鳥取県     | 日野郡   | 江府町   | 下蚊屋（）         |                                             |
| 鳥取県道315号如来原御机線 | 鳥取県     | 日野郡   | 江府町   | 宮市               | 南大山大橋交差点                            |
| 国道181号 重複区間起点 国道183号 重複区間起点                                                                                     | 鳥取県     | 日野郡   | 江府町   | 江尾（）           | 江尾交差点                                  |
| 鳥取県道52号岸本江府線 | 鳥取県     | 日野郡   | 江府町   | 小江尾（）         |                                             |
| E73 米子自動車道 | 鳥取県     | 日野郡   | 江府町   | 佐川               | 江府インター入口交差点 4 江府IC             |
| 鳥取県道209号大滝白水線 | 鳥取県     | 西伯郡   | 伯耆町   | 白水（）           | 白水交差点                                  |
| 鳥取県道・島根県道1号溝口伯太線 重複区間起点                                                                                      | 鳥取県     | 西伯郡   | 伯耆町   | 溝口               | 鬼守橋（）交差点                            |
| 鳥取県道45号倉吉江府溝口線 重複区間起点                                                                                           | 鳥取県     | 西伯郡   | 伯耆町   | 溝口               | 溝口交差点                                  |
| 鳥取県道・島根県道1号溝口伯太線 重複区間終点 鳥取県道45号倉吉江府溝口線 重複区間終点                                              | 鳥取県     | 西伯郡   | 伯耆町   | 溝口               | 溝口インター入口交差点                      |
| 鳥取県道53号淀江岸本線 | 鳥取県     | 西伯郡   | 伯耆町   | 吉定               | 伯耆大橋南交差点                            |
| 鳥取県道160号福頼市山伯耆大山停車場線 鳥取県道316号米子岸本線 重複区間起点                                                        | 鳥取県     | 西伯郡   | 伯耆町   | 坂長（）           | 坂長交差点                                  |
| 鳥取県道316号米子岸本線 重複区間終点                                                                                              | 鳥取県     | 米子市   | 米子市   | 諏訪               | 諏訪西交差点                                |
| 鳥取県道244号境車尾線 | 鳥取県     | 米子市   | 米子市   | 福市               | 安養寺橋交差点                              |
| E9 山陰自動車道 米子市道4241号宗像長砂町線                                                                                        | 鳥取県     | 米子市   | 米子市   | 宗像               | 米子南IC交差点 18 米子南IC                  |
| 鳥取県道300号米子環状線 | 鳥取県     | 米子市   | 米子市   | 道笑町4丁目        | 明道地下道交差点                            |
| 鳥取県道・島根県道102号米子広瀬線                                                                                                 | 鳥取県     | 米子市   | 米子市   | 糀町（）2丁目      | 総合事務所前交差点                          |
| 国道9号 国道181号 重複区間終点 国道183号 重複区間終点 鳥取県道・島根県道101号米子伯太線 鳥取県道157号米子港線                     | 鳥取県     | 米子市   | 米子市   | 冨士見町2丁目      | 公会堂前交差点 / 終点                       |

## ギャラリー

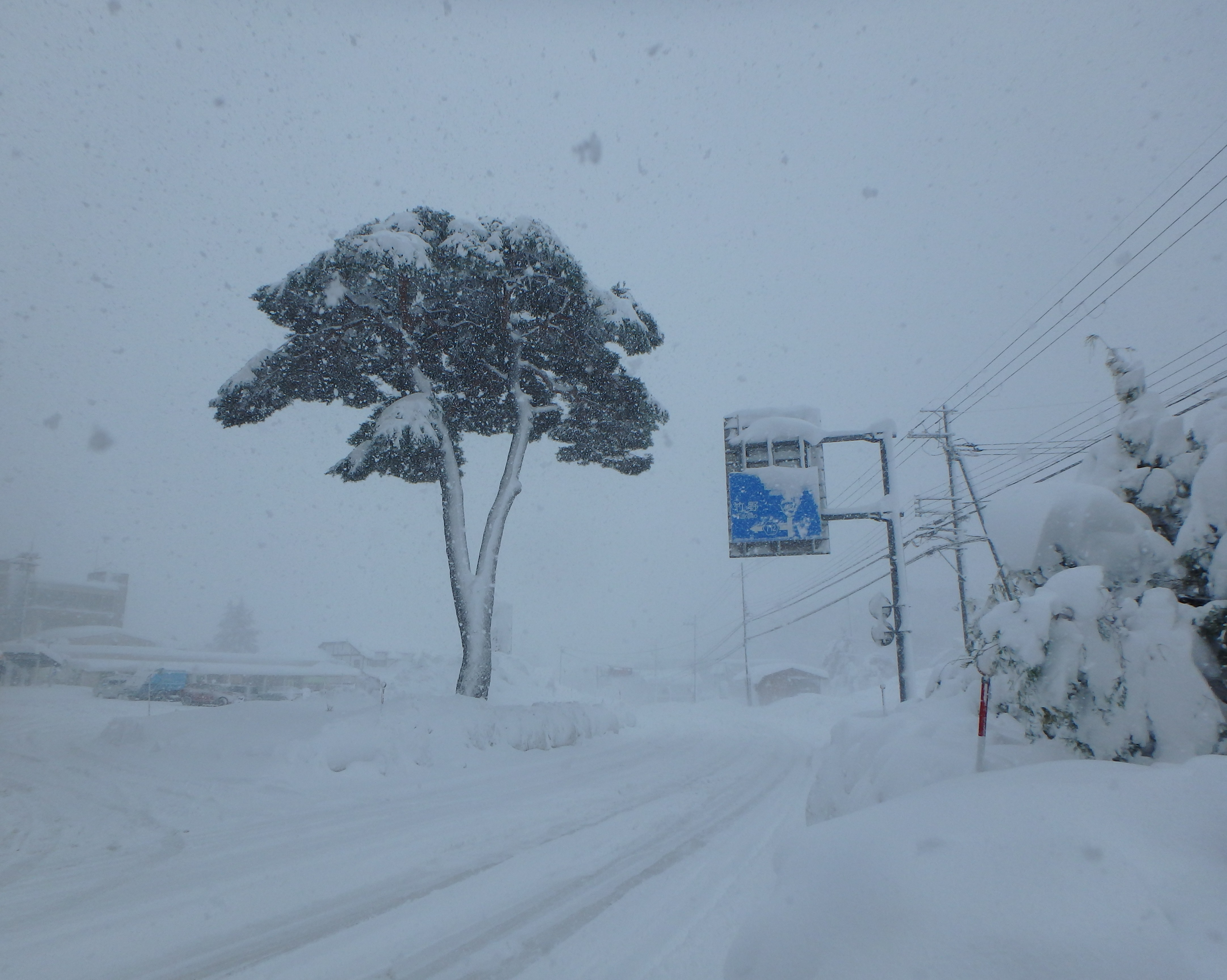
積雪に覆われた道の駅神鍋高原と国道482号（2020年12月）
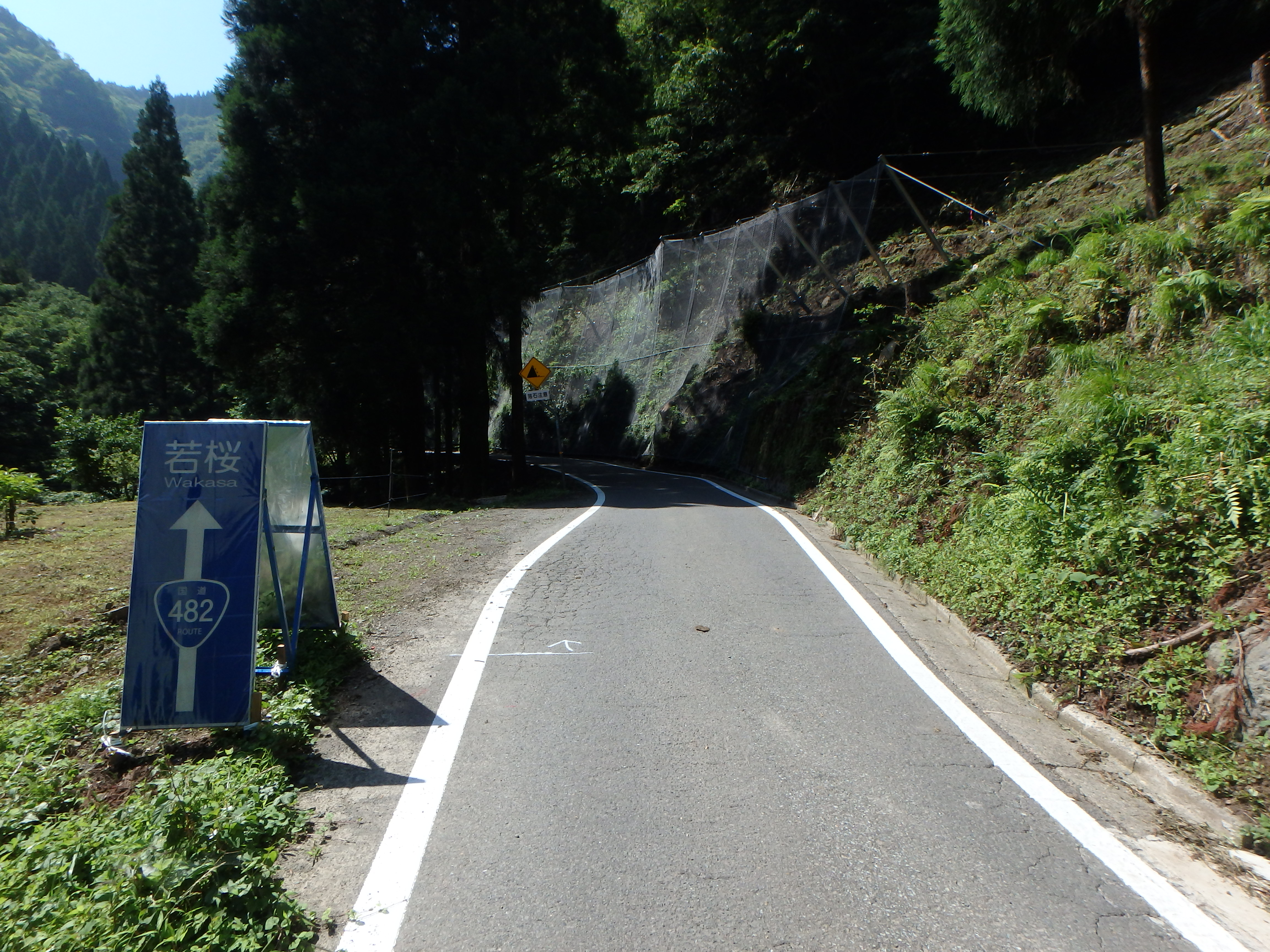
国道482号（兵庫県香美町内）
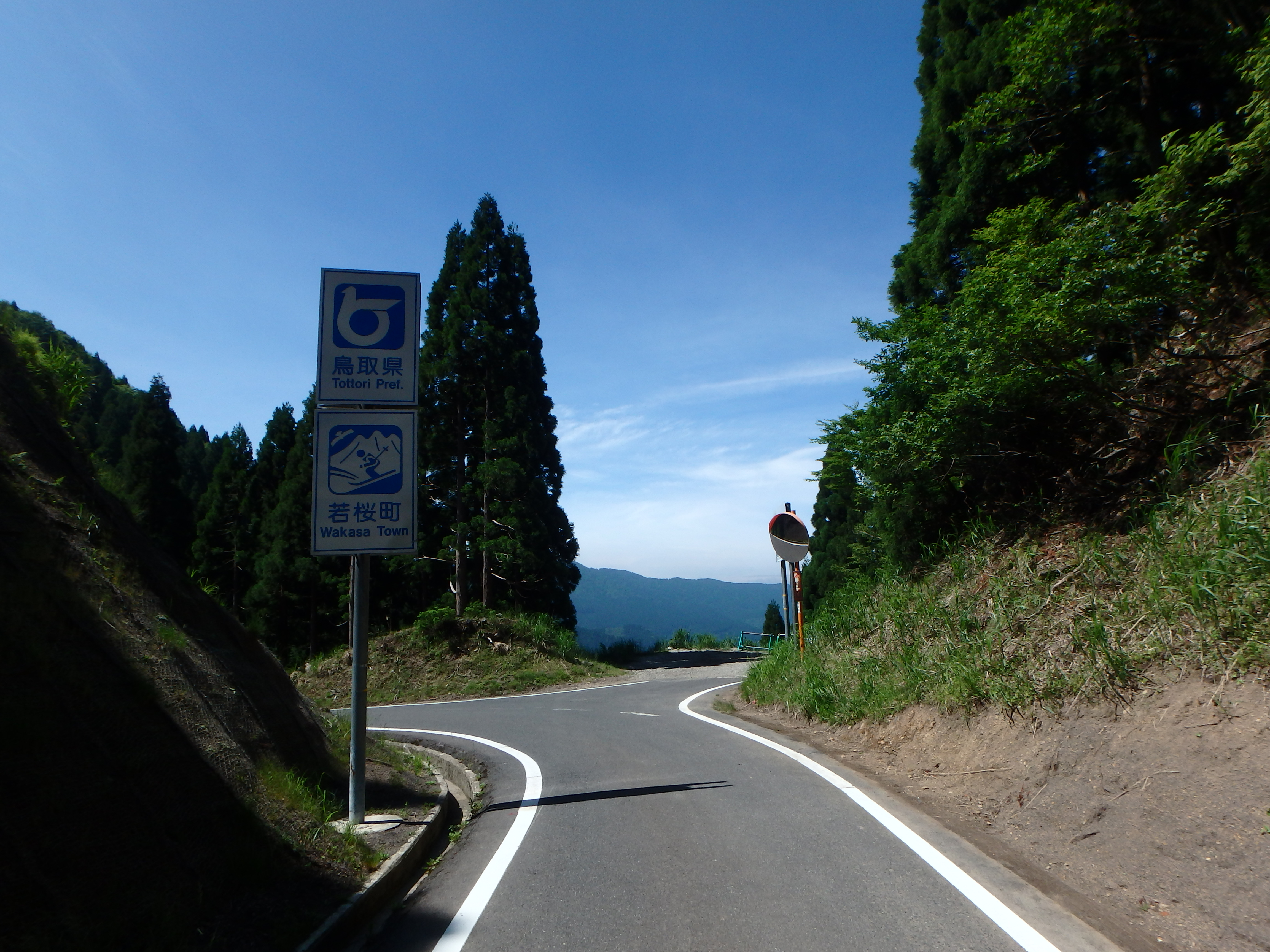
国道482号（兵庫・鳥取県境）
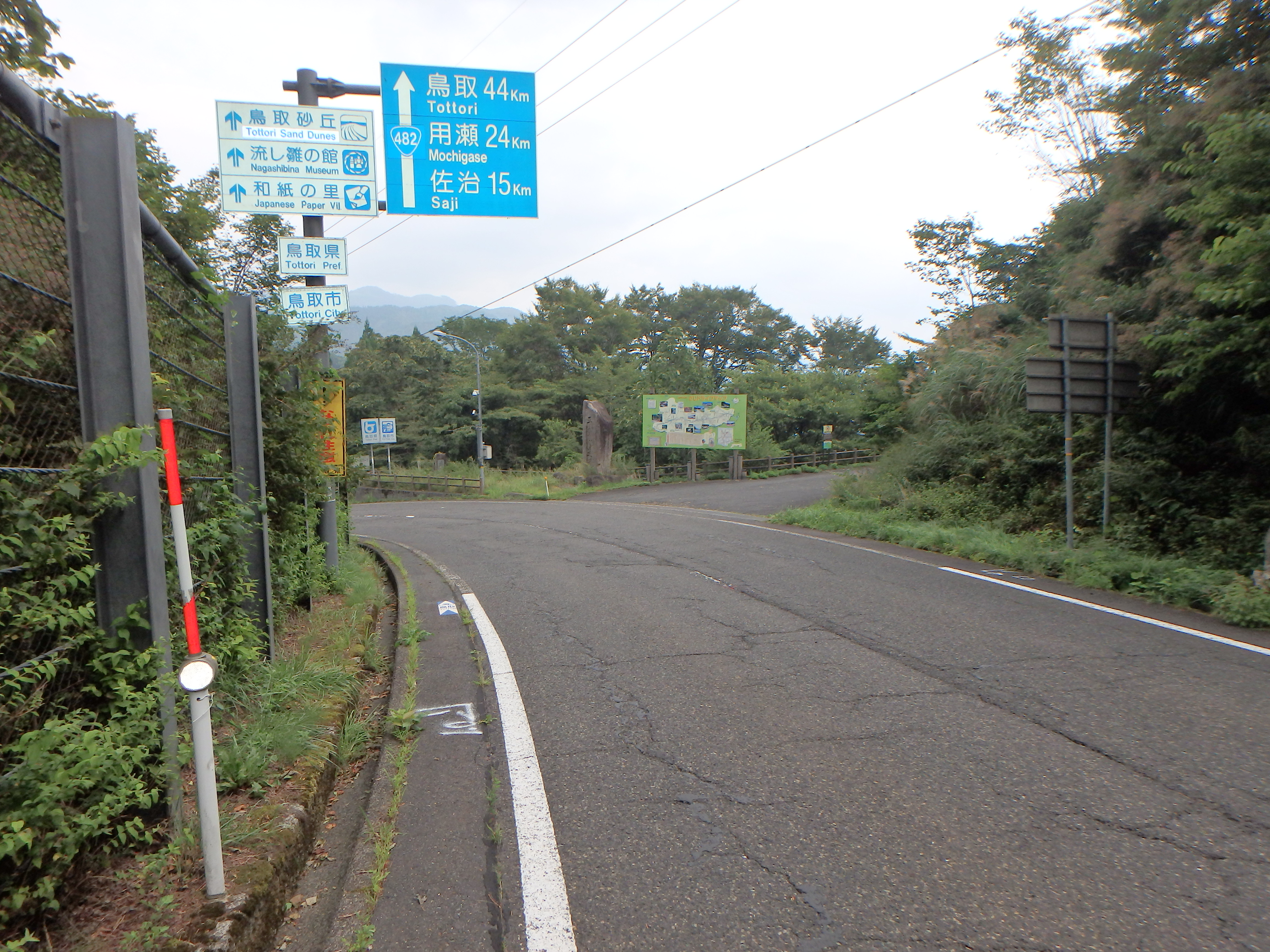
国道482号（鳥取・岡山県境「辰巳峠」付近）
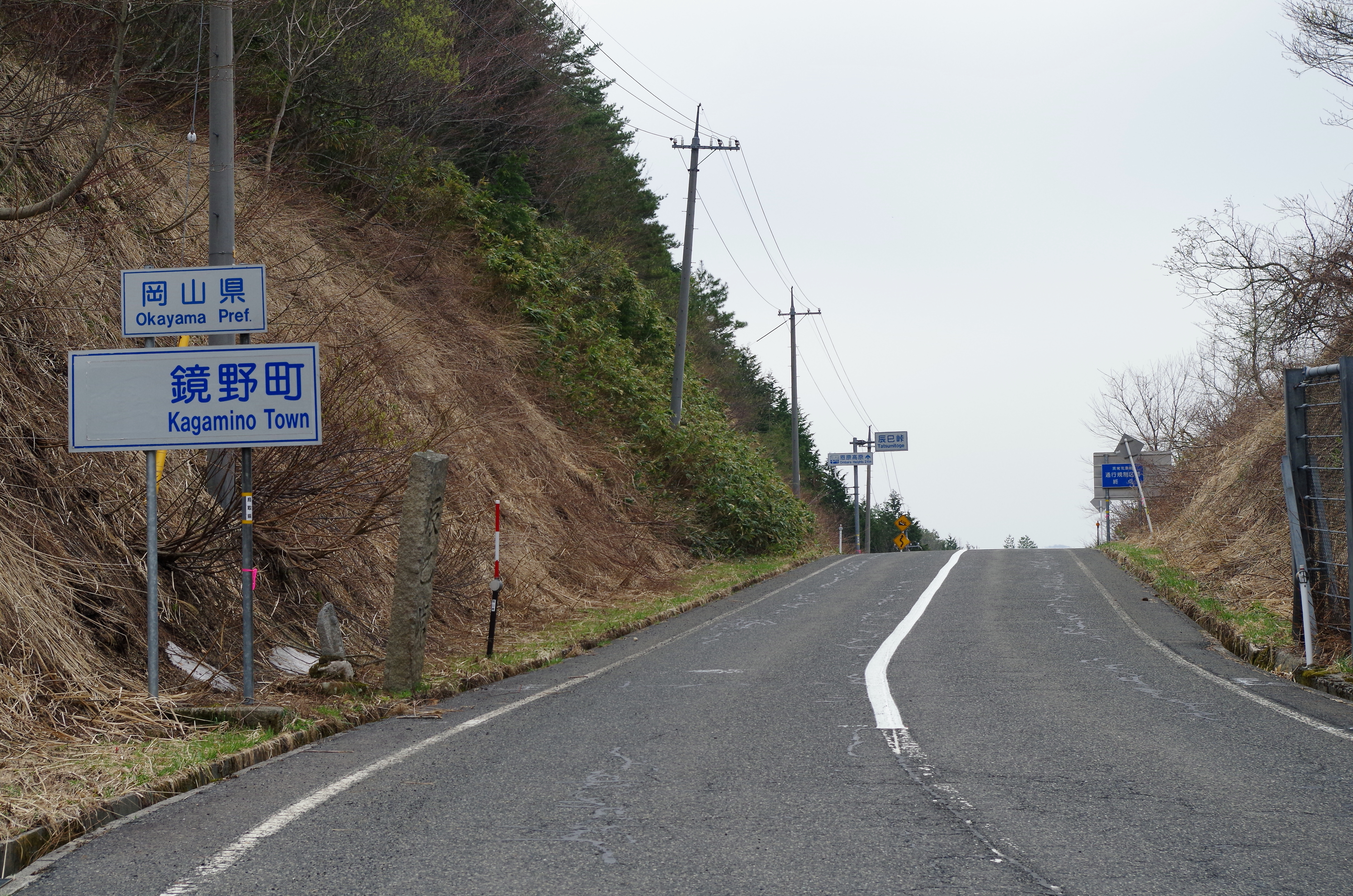
国道482号（鳥取・岡山県境「辰巳峠」付近）